# Indoleptipsius ushae
Indoleptipsius ushae is een keversoort uit de familie kerkhofkevers (Monotomidae). De wetenschappelijke naam van de soort werd in 1996 gepubliceerd door Pal.